# Spelartrupper under sydamerikanska mästerskapet i fotboll 1937
Denna artikel innehåller samtliga spelartrupper under sydamerikanska mästerskapet i fotboll 1937 som spelades i Buenos Aires, Argentina 27 december 1936–1 februari 1937.

## Spelartrupper
| Spelare                       | Klubb                   |
| ----------------------------- | ----------------------- |
| Fernando Bello                | Independiente           |
| Héctor Blotto                 | Estudiantes de La Plata |
| Roberto Eugenio Cherro        | Boca Juniors            |
| Bartolomé Colombo             | Argentinos Juniors      |
| Alberto Cuello                | River Plate             |
| Vicente de la Mata            | Central Córdoba         |
| Raúl Emeal                    | Ferro Carril Oeste      |
| Juan Alberto Estrada          | Huracán                 |
| Luis María Fazio              | Independiente           |
| Bernabé Ferreyra              | River Plate             |
| Enrique García                | Racing Club             |
| Enrique Guaita                | Racing Club             |
| Juan Carlos Iribarren         | Chacarita Juniors       |
| Ernesto Lazzatti              | Boca Juniors            |
| Celestino Martínez            | Independiente           |
| José María Minella            | River Plate             |
| Carlos Desiderio Peucelle     | River Plate             |
| Antonio Sastre                | Independiente           |
| Alejandro Scopelli            | Racing Club             |
| Oscar Tarrío                  | San Lorenzo             |
| Francisco Antonio Varallo     | Buenos Aires            |
| Alberto Máximo Zozaya         | Estudiantes de La Plata |
| Förbundskapten: Manuel Seoane |                         |

| Spelare                         | Klubb                      |
| ------------------------------- | -------------------------- |
| Afonsinho                       | São Cristóvão              |
| Bahía                           | Madureira                  |
| José Augusto Brandão            | Corinthians                |
| Herminio de Britto              | Corinthians                |
| Héitor Canalli                  | Botafogo                   |
| Cardeal                         | 9º Regimento De Infantaría |
| Carreiro                        | São Cristóvão              |
| Carnera                         | Palestra Itália            |
| Carlos Alberto Carvalho Leite   | Botafogo                   |
| Jaú                             | Corinthians                |
| Jurandir Correia dos Santos     | Palestra Itália            |
| Luizinho Oliveira               | Palestra Itália            |
| Nariz                           | Botafogo                   |
| Niginho                         | Palestra Itália            |
| Patesko                         | Botafogo                   |
| Rei                             | Vasco da Gama              |
| Roberto Emilio Da Cunha         | São Cristóvão              |
| Tim                             | Portuguesa Santista        |
| Tunga                           | Palestra Itália            |
| Alberto Zarzur                  | Vasco da Gama              |
| Förbundskapten: Adhemar Pimenta |                            |

| Spelare                       | Klubb              |
| ----------------------------- | ------------------ |
| Manuel Arancibia              | Colo Colo          |
| José Avendaño                 | Magallanes         |
| Moisés Avilés                 | Audax Italiano     |
| Mario Baeza                   |                    |
| Luis Cabrera                  |                    |
| Arturo Carmona                | Magallanes         |
| Jorge Córdova                 |                    |
| Ascanio Cortés                | Audax Italiano     |
| Juan Montero                  | Colo Colo          |
| Tomás Ojeda                   |                    |
| Luis Ponce                    |                    |
| Guillermo Riveros             | Audax Italiano     |
| Eduardo Schneberger           | Colo Colo          |
| Eugenio Soto                  |                    |
| Raúl Toro                     | Santiago Wanderers |
| Guillermo Torres              |                    |
| Förbundskapten: Pedro Mazullo |                    |

| Spelare                               | Klubb         |
| ------------------------------------- | ------------- |
| Francisco Aguirre                     |               |
| Juan Simón Amarilla                   |               |
| Diego Ayala                           | Club Libertad |
| Marcial Barrios                       |               |
| Adolfo Erico                          |               |
| Eligio Esquivel                       |               |
| Rogelio Etcheverry                    |               |
| Martín Flor                           |               |
| Aurelio González                      | Club Libertad |
| Manuel González                       |               |
| Antonio Invernizzi                    | Club Libertad |
| Juan Félix Lezcano                    |               |
| Raúl Núñez Velloso                    |               |
| Quiterio Olmedo                       |               |
| Amadeo Ortega                         |               |
| Miguel Ortega                         | Club Libertad |
| Lorenzo Romero                        |               |
| Flaminio Silva                        |               |
| Alberto Vera                          |               |
| Förbundskapten: Manuel Fleitas Solich |               |

| Spelare                         | Klubb         |
| ------------------------------- | ------------- |
| Jorge Alcalde                   |               |
| Teodoro Alcalde                 |               |
| Andrés Alvarez                  |               |
| Vicente Arce                    | Universitario |
| Segundo Castillo                |               |
| Ricardo del Río                 |               |
| Arturo Fernández                | Universitario |
| Teodoro Fernández               | Universitario |
| Juan Honores                    |               |
| Marcos Huby                     |               |
| Pedro Ibáñez                    |               |
| Orestes Jordán                  | Universitario |
| José María Lavalle              |               |
| Adolfo Magallanes               | Alianza Lima  |
| José Morales                    | Alianza Lima  |
| Arturo Paredes                  |               |
| Carlos Portal                   |               |
| Alberto Soria                   |               |
| Carlos Tovar                    | Universitario |
| Juan Humberto Valdivieso        | Alianza Lima  |
| Alejandro Villanueva            | Alianza Lima  |
| Förbundskapten: Alberto Denegri |               |

| Spelare                         | Klubb                |
| ------------------------------- | -------------------- |
| Raymundo Andriolo               | Nacional             |
| Enrique Ballestrero             | Peñarol              |
| Juan Bautista Besuzzo           | Montevideo Wanderers |
| Ulises Borges                   | Rampla Juniors       |
| Avelino Cadilla                 | River Plate          |
| Adelaido Camaití                | Peñarol              |
| Rodolfo Carreras                | Central              |
| Braulio Castro                  | Peñarol              |
| Galileo Chanes                  | Peñarol              |
| Oscar Chirimini                 | River Plate          |
| Eugenio Galvalisi               | Rampla Juniors       |
| Eduardo Ithurbide               | Nacional             |
| Carlos Martínez                 | Rampla Juniors       |
| Agenor Muñiz                    | Montevideo Wanderers |
| Miguel Juan Olivera             | River Plate          |
| Juan Emilio Píriz               | Defensor             |
| Agustín Prado                   | Bella Vista          |
| José Pedro Roselli              | IA Sud América       |
| Arturo Seoane                   | Montevideo Wanderers |
| Severino Varela                 | Peñarol              |
| Segundo Villadóniga             | Peñarol              |
| Förbundskapten: Alberto Supicci |                      |